# Pavlo-Hrîhorivka, Verhnodniprovsk
Pavlo-Hrîhorivka (în ucraineană Павло-Григорівка) este un sat în comuna Borovkivka din raionul Verhnodniprovsk, regiunea Dnipropetrovsk, Ucraina.

## Demografie
Componența lingvistică a localității Pavlo-Hrîhorivka
     Ucraineană (93,22%)
     Rusă (6,36%)
     Alte limbi (0,42%)
Conform recensământului din 2001, majoritatea populației localității Pavlo-Hrîhorivka era vorbitoare de ucraineană (93,22%), existând în minoritate și vorbitori de rusă (6,36%).